# Rana dybowskii
Rana dybowskii es una especie de anfibio anuro de la familia Ranidae.

## Distribución geográfica
Esta especie habita en:
- el krai de Primorie y Jabárovsk y en el Oblast of Love en el este de Rusia;
- Corea del Norte;
- Corea del Sur;
- el este de Mongolia;
- el noreste de la República Popular de China;
- Japón en la isla de Tsushima.[3]

## Taxonomía
Este nombre describe, aparentemente, incorrectamente varias especies.[cita requerida] Y muchas especies pueden haber sido confundidas con Rana dybowskii.
Los marcadores moleculares estudiados en este animal sugerirían que las especies coreanas y orientales de Rusia son dos especies diferentes. De manera similar, en Corea del Sur, este nombre podría ocultar al menos dos especies diferentes, una de las cuales sería Rana huanrenensis (identificada en 2000).

## Utilizado como animal de laboratorio
Prueba de desarrollo en la ingravidez: el desarrollo de las larvas de esta rana y la de Xenopus laevis en la ingravidez simulada mostró que su embriogénesis era sensible al campo de gravedad de la Tierra. En la ingravidez simulada, el embrión se desarrolla de manera diferente.

## Etimología
Esta especie lleva el nombre en honor a Benedykt Dybowski.

## Publicación original
- Günther, 1876 : Description of a new frog from north-eastern Asia. Annals and Magazine of Natural History, sér. 4, vol. 17, p. 387[4]